# Háztulajdonos (buddhizmus)
A háztulajdonos a buddhista szövegekben tág értelemben minden világi személyre vonatkozik, legszűkebb értelemben pedig a gazdag és tekintélyes pátriárkákra. A kortárs buddhista közösségekben a háztulajdonos gyakran a világi buddhista szinonimája.
A háztulajdonos buddhista fogalmát gyakran a vándor aszkétáktól (páli: szamana; szanszkrit: sramana) és egyházi személyektől (bhikkhu és bhikkhuni) való megkülönböztetésre használták, hiszen ez utóbbiak nem éltek huzamosabb ideig rendes házban és igyekeztek nem kialakítani kötődéseket sem ingatlanhoz, sem családhoz.
Az upászakák és az upászikák, vagy más néven "srávakák és srávikák" is háztulajdonosnak számítanak, akik menedéket vesznek a három drágaságban (Buddha, Dharma és Szangha) és gyakorolják az öt fogadalmat. A délkelet-ázsiai közösségekben a világi tanítványok alamizsnát is szoktak osztogatni azoknak a szerzeteseknek, akik a napi kéregető körútjaikat járják és hetente megtartják az önmegtartóztatással járó upószatha napokat. A buddhista gondolatvilágban a helyes magaviselet gyakorlása és a dána vagy "adakozás" finomítja a tudatot olyan szinten, hogy valószínűvé válik egy alacsonyabb mennyországban történő újraszületés. Ennek a szintnek az elérési szándékát helyesnek ítélik a világi emberek számára.

Néhány hagyományos buddhista társadalomban, mint Burmában vagy Thaiföldön, időszakonként váltogatják, hogy mikor szerzetesek és mikor háztulajdonosok. A buddhizmus egyik jellemzője Nyugaton, hogy fokozatosan elhomályosul az egyházi és világi személy közötti hagyományos határvonal.

## Théraváda
A páli kánonban a háztulajdonosnak és a tanítványainak különböző tanácsokat adott Buddha. Néhány olyan háztulajdonos, akik közben Buddha világi tanítványai voltak elérték a teljes megvilágosodást. A legfőbb háztulajdonosi gyakorlatok közé tartozott az öt fogadalom és a menedékvétel a három drágaságban. A kánonban kifejezésre kerül az a fontos tény, hogy a háztulajdonosoknak szükségük van az egyházi közösségre és az egyházi közösségnek is szüksége van a háztulajdonosokra, vagy világi emberekre.
A hagyományos indiai társadalomban a háztulajdonos (szanszkrit: gṛhastin) általánosságban egy letelepedett férfit jelöl, akinek családja van. A páli kánonban több fogalmat használnak a háztulajdonos kifejezésére: agárika, gahapati, gahattha vagy gihin.

### Háztulajdonos etika
Nem létezik ugyan etikai szabályzat, vagy vinaja a háztulajdonosok számára, a Szigálováda-szuttát (DN 31) tekintik "a háztulajdonosok vinájájának" (gihi-vinaja). Ebben a szuttában szerepel:
- az öt fogadalom felsorolása
- a jószívű barátok (páli: szu-hada) elemzése
- a tiszteletreméltó tettek jellemzése szülők, tanítók, házastárs, barátok, munkatársak és vallási segítők felé

Ehhez hasonlóan a "Dhammika-szuttában" (Sn 2.14), Buddha a következőképpen magyarázza a "világi emberek helyes magaviseletét" (páli: gahatthavatta):
- öt fogadalom
- nyolc fogadalom az upószatha napokon
- saját szülők támogatása
- tisztességes üzleti tevékenység.

A Mahanama-szútrában Buddha meghatározza az upászaka fogalmát a hűségen (sraddhá), erkölcsön (síla), liberalitáson (tjága) és bölcsességen (pradzsnyá) keresztül: Néhány korai buddhista iskola, főleg a szautrántika, megengedte a részben világi eskütartóknak (aparipúrna-upászaka), hogy akár csak egy fogadalmat tartsanak be a sílák közül.
Buddha tanácsát a buddhista világi nőkhöz főleg az Anguttara-nikája (8:49; IV 269-71) tartalmazza:
- képes legyen elvégezni a feladatait
- szorgalmasan és ügyesen dolgozzon
- a háztáji segítő feladatokat (ha akad ilyen) gondosan lássa el
- hatékony feladatvégzés
- kedvesség a férjhez, szülőkhöz és barátokhoz
- hűség a férjjel; a családi megtakarítások megőrzése és befektetése
- hit fenntartása (a lehetséges megvilágosodásban és a Buddha megvilágosodásában)
- morális fegyelem betartása (öt fogadalom)
- nagyvonalúság gyakorlása (szabadulás a kapzsiságtól; adakozás és osztozás örömének gyakorlása.)
- bölcsesség művelése (az állandótlanság megfigyelése).

### Théraváda gyakorlatok
A théraváda buddhisták a következő gyakorlatokat végzik napi vagy heti rendszerességgel:
Napi gyakorlatok: Leborulás a három drágaság előtt, menedékvétel a három drágaságban, az öt fogadalom letétele, kántálás, meditáció, adakozás és osztozás (páli: dána).
Gyakorlatok különleges napokon (Upószatha): Nyolc fogadalom, buddhista szövegek tanulmányozása,
buddhista szerzetesek és apácák látogatása és támogatása és buddhista kolostorok támogatása.
Egyéb gyakorlatok: zarándoklat.

## Mahájána
Létezik a kínai kánonban a Szigálováda-szuttának megfelelő szöveg. Kevés különbség akad a kínai és a páli szövegek között. A háztulajdonos kötelezettségeit tartalmazza még a szútra 14. fejezete is.
Dógen, japán zen buddhista tanító azt ajánlotta, hogy a háztulajdonos legalább öt percet meditáljon naponta.

### Mahájána gyakorlatok
Napi gyakorlatok: Leborulás a három drágaság előtt, menedékvétel a három drágasában, öt fogadalom letétele, szútrák és Buddha nevének kántálása, meditáció, együttérzés és bódhicsitta gyakorlatok.
Gyakorlatok különleges napokon: nyolc fogadalom, előadások hallgatása, a szangha támogatása, megbánás, felajánlási szertartások az érző lények javára.
Egyéb gyakorlatok: Bódhiszattvafogadalom.

## Vadzsrajána
A vadzsrajána hagyományban több neves háztulajdonost jegyeznek: Marpa Locava, Dromtön és Padmaszambhava.
Az ngagpa (tibeti: sngags pa, női alakja: ngagma (tibeti: sngags ma)) egyházi tantrikus gyakorló, néha háztulajdonos bizonyos fogadalmakkal (lámától és hagyománytól függően), amely olykor egyenlővé teszi a háztulajdonost a szerzetessel vagy az apácával. Az ngakpa szigorú önfegyelmet igényel az érzékszervi örömökkel kapcsolatosan. A gyakorló azt az utat választja, hogy a világi jelenségek megfigyelésével és megértésével éri el a magasabb fejlettségi szintet. Házasodhat, lehet gyereke, dolgozhat, játszhat stb., ugyanis ezeken keresztül is elérheti akár a megvilágosodást (rigpa), a nem-duális tapasztalást. Anélkül is lehet valaki háztulajdonos, hogy az ngagpa esküit letenné. Ha egyszerűen csak betartja az öt fogadalmat, a bódhiszattva esküt és a tantrikus fogadalmakat és szorgalmasan gyakorol úgy is elérheti a megvilágosodást.

### Vadzsrajána gyakorlatok
Napi gyakorlatok: leborulások, menedékvétel, együttérzés és bódhicsitta gyakorlatok, bódhiszattva eskük, tantrikus eskük, meditáció, megtisztulási technikák, mantra recitálás.
Gyakorlatok különleges napokon: nyolc fogadalom, előadások hallgatása, felajánlási szertartások.
Egyéb gyakorlatok: szövegek tanulmányozása, beavatások és egyéb személyes tanítások átvétele tanítóktól.
|                         |                         | Világi buddhista gyakorlatok iskolánként |                        |                                                                        |
|                         |                         | Théraváda                                | Mahájána               | Vadzsrajána                                                            |
| V A L Á S O S           | Leborulások             | naponta                                  | dokusan                | naponta                                                                |
| V A L Á S O S           | Kántálás                | naponta                                  | rendszeresen           | rendszeresen                                                           |
| V A L Á S O S           | Take Menedék            | naponta                                  | naponta                | naponta                                                                |
| F O G A D A L O M       | Öt fogadalom            | naponta                                  | naponta                | naponta                                                                |
| F O G A D A L O M       | Nyolc fogadalom         | Upószatha                                | Upószatha (néha)       | Upószatha                                                              |
| F O G A D A L O M       | Bódhiszattvafogadalmak  | —                                        | naponta                | naponta                                                                |
| Meditáció               | Meditáció               | vipasszaná, szamatha, mettá              | zazen, sikantaza, kóan | szamatha and vipasszaná, tonglen, együttérzés, tantrikus vizualizációk |
| szövegek tanulmányozása | szövegek tanulmányozása | Upószatha                                | hagyománytól függ      | rendszeresen                                                           |
| egyház támogatása       | egyház támogatása       | Upószatha                                | rendszeresen           | rendszeresen                                                           |
| Zarándoklat             | Zarándoklat             | több helyszín                            | változó                | változó                                                                |